# Dub ve Vsetíně
Dub ve Vsetíně je památný solitérní dub letní (Quercus robur L.) rostoucí v areálu výkupny kovů na ulici Jiráskova v místní průmyslové zóně města Vsetín v okrese Vsetín. Nachází se na levém břehu Vsetínské Bečvy v pohoří Vsetínské vrchy na Valašsku a ve Zlínském kraji.

## Historie a popis stromu
Podle údajů z roku 2016:
| Výška stromu:                 | 17,0 m                                                                                     |
| Obvod kmene ve výčetní výšce: | 3,80 m                                                                                     |
| Ochranné pásmo:               | dle zákona, kruh o poloměru 10× průměr kmene ve výčetní výšce, tj. v době vyhlášení 12,1 m |
| Datum prvního vyhlášení:      | 26. října 2016                                                                             |

## Další informace
Dub ve Vsetíně je celoročně volně přístupný.